# Premiul Nika
Premiul Nika (uneori denumit Premiul NIKA) (în rusă Ника) este principalul premiu național cinematografic din Rusia, prezentat anual de Academia Rusă de Arte și Știință Cinematografică. Este considerat echivalentul rus al premiilor Oscar.
Prima ceremonie Nika de premiere a avut loc în decembrie 1988 la Casa Centrală a Cinematografiei (Центральный дом кино) din Moscova.

## Istorie
Premiul a fost înființat în 1987 la Moscova de Iuli Gusman și modelat după premiile Oscar.
Premiul rusesc poartă numele zeiței victoriei, Nike. Astfel, premiul este modelat după sculptura Victoriei înaripate din Samotracia (Nike din Samothrace). Statueta este creată de sculptorul Serghei Mikulski.
Este cel mai vechi premiu cinematografic profesional din Rusia. Premiul Nika a fost înființat în ultimii ani ai Uniunii Sovietice de influenta Uniune Rusă a Cineaștilor.
La început premiile au fost jurizate de toți membrii Uniunii Cineaștilor. La începutul anilor 1990, pentru distribuirea premiilor a fost aleasă o academie specială, din peste 500 de academicieni, care recunosc realizările remarcabile în cinematografie (fără televiziune) produse în Rusia și în Comunitatea Statelor Independente.
În 2002, Nikita Mihalkov a înființat Premiul Vulturul de Aur, după modelul Premiilor Globul de Aur, deoarece onorează atât producția de film, cât și producția de televiziune din Rusia.

## Descriere
Numele premiului este uneori NIKA.
Ceremonia de decernare a premiilor Nika este difuzată anual și atrage o publicitate uriașă în Rusia și în Comunitatea Statelor Independente. 

## Categorii

### Categorii curente
- Premiul Nika pentru cel mai bun film: din 1988
- Premiul Nika pentru cel mai bun regizor: din 1988
- Premiul Nika pentru cel mai bun scenariu: din 1988
- Premiul Nika pentru cel mai bun actor: din 1988
- Premiul Nika pentru cea mai bună actriță: din 1988
- Premiul Nika pentru cel mai bun actor în rol secundar: din 2002
- Premiul Nika pentru cea mai bună actriță în rol secundar: din 2002
- Premiul Nika pentru cea mai bună imagine: din 1988
- Premiul Nika pentru cele mai bune decoruri: din 1988
- Premiul Nika pentru cele mai bune costume: din 1988
- Premiul Nika pentru cel mai bun sunet: din 1988
- Premiul Nika pentru cea mai bună muzică: din 1988
- Premiul Nika pentru cel mai bun film de animație: din 1988
- Premiul Nika pentru cel mai bun film documentar: din 1988
- Premiul Nika pentru cel mai bun film din CSI și Țările Baltice: din 2003
- Premiul Nika pentru Descoperirea Anului: din 2002
- Premiul Nika pentru cea mai bună contribuție la știința cinematografică, critică și educație: din 2002
- Premiul Nika pentru întreaga viață: din 1988

### Categorii retrase
- Premiul Nika pentru cea mai bună interpretare în rol secundar (acordat în 1988–2001)
- Premiul Nika pentru cel mai bun producător (acordat în 1994–1995)
- Premiul Nika pentru cea mai bună imagine la un film documentar (acordat în 1989)

## Filme cu mai multe victorii
7 victorii
- Taurus (Teleț, 2002)
- Hoarda (Orda, 2013)
- E greu să fii zeu (2015)

6 victorii
- Căința (1988)

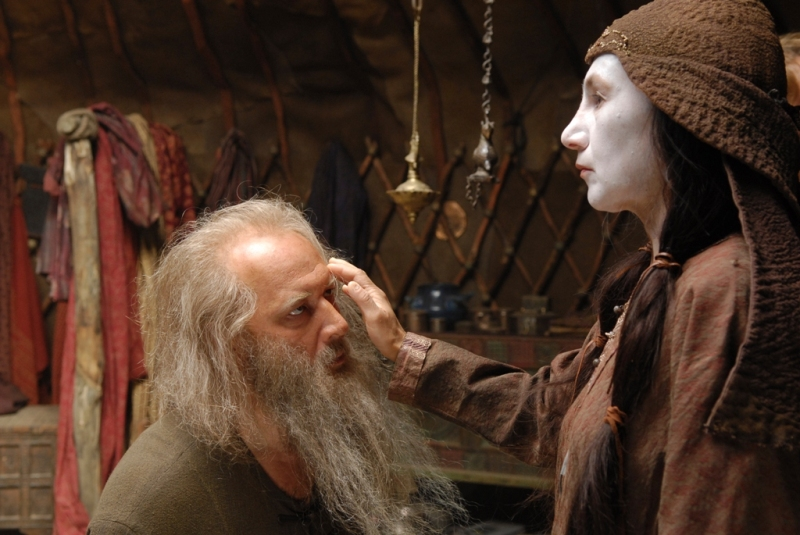
Imagine din Orda

- Raiul promis (Nebesa obetovannie, 1992)
- Prizonierul munților (Kavkazskiî plennik, 1997)
- Hrustaliov, mașina mea! (Hrustaliov, mașinu!, 2000)
- Ostrov (2007)
- Mongol (2008)
- A fost odată ca niciodată o femeie (Zhila-byla odna baba, 2012)

5 victorii
- Hoțul (1998)
- Al nostru (Svoi, 2005)
- Geograful și-a băut globul (Geograf Globus Propil, 2014)
- Aritmie (Aritmia, 2018)
- Un francez (Franțuz, 2020)[7]